# Marroneta del roure
La marroneta del roure (Satyrium ilicis) és una espècie de lepidòpter papilionoïdeu de la família dels licènids (Lycaenidae) present als Països Catalans.

## Distribució
S'estén per Europa excepte latituds altes i Illes Britàniques, Israel, Líban, Turquia, oest i sud dels Urals i nord-oest d'Àsia. A la península Ibèrica es troba principalment a Portugal i al nord i est d'Espanya.

## Hàbitat
Divers: clarianes de bosc, bruguerars secs o humits... L'eruga s'alimenta de Quercus coccifera, Quercus ilex, Quercus robur o Quercus pyrenaica.

## Període de vol
Una generació a l'any. Els adults volen entre finals de maig i agost, depenent de la localitat. Hibernació com a ou.

## Comportament
Erugues ateses per diverses espècies de formigues.

## Espècies ibèriques similars
- Marroneta de l'aranyoner (Satyrium acaciae)
- Marroneta de l'alzina (Satyrium esculi)
- Marroneta de l'aranyoner aranesa (Satyrium pruni)
- Marroneta de la taca blava (Satyrium spini)
- Marroneta de l'om (Satyrium w-album)